# Anatolopsyche
Anatolopsyche is een geslacht van vlinders van de familie van de zakjesdragers (Psychidae).
Dit geslacht is monotypisch, dat wil zeggen dat het maar één soort heeft namelijk Anatolopsyche stylifera Sugimoto & Saigusa, 2003, die in Japan voorkomt.